# Jeremiade

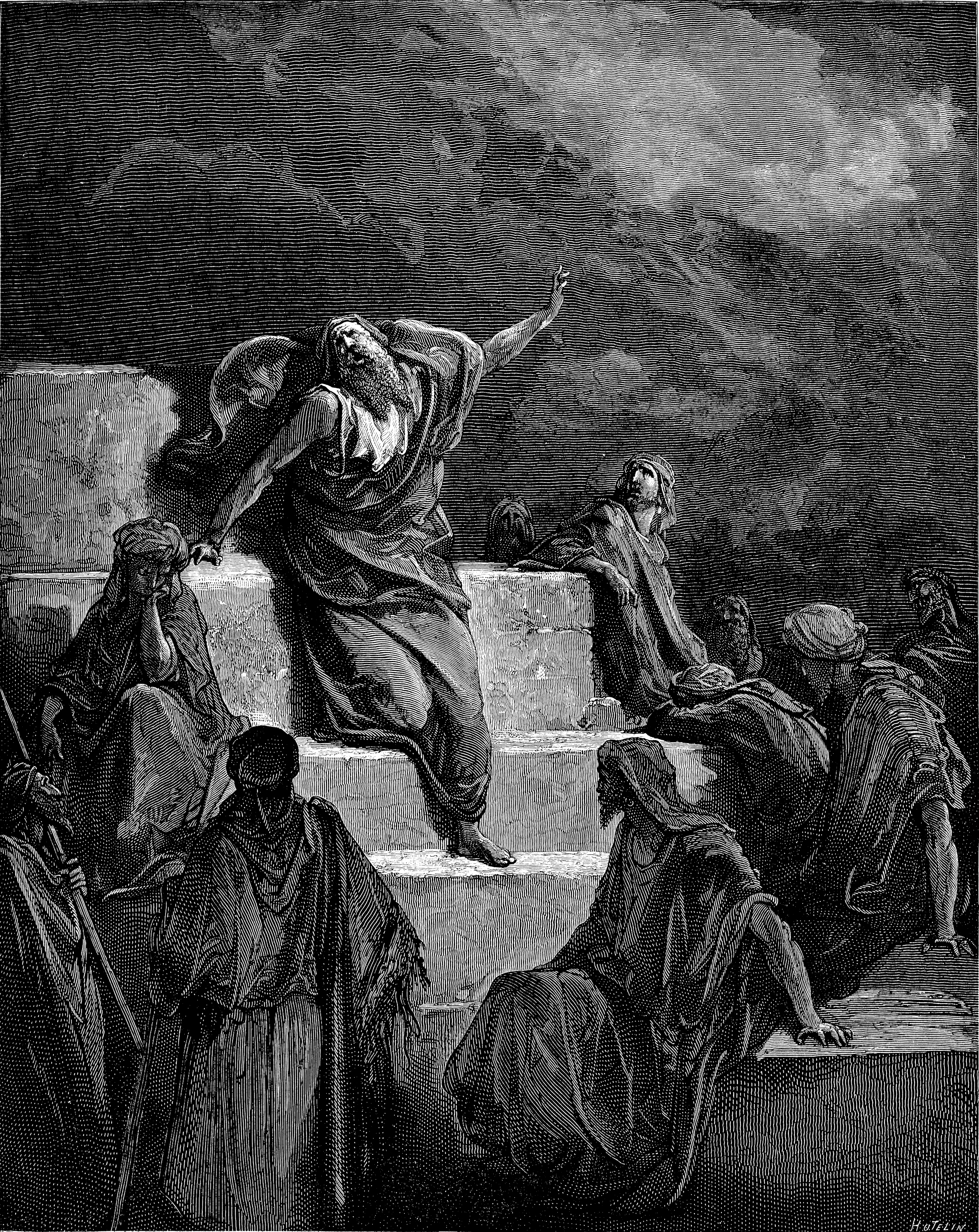
Der Prophet Jeremia beklagt den Untergangs Jerusalems, Stich von Gustave Doré, 1866

Der Ausdruck Jeremiade stammt ursprünglich und landläufig aus dem biblischen Buch der Klagelieder. In der Literatur bezeichnet der Ausdruck Jeremiade ein den allgemeinen gesellschaftlichen Verfall beklagendes Werk. In der Folge verblasste der Begriff und wurde zum allgemeinen Ausdruck für Klagelied, Jammerrede und erhielt häufig einen abwertenden Beiklang. Besondere Bedeutung hat der Terminus Jeremiade für die amerikanische Kultur; er ist eng mit dem amerikanischen Exzeptionalismus (Erwähltheitsglauben) verknüpft.

## Ursprung
Die Prophetie Jeremias stieß zunächst auf taube Ohren und erfüllte sich schließlich in der Zerstörung Jerusalems. Dem Propheten Jeremia schrieb man bis ins 19. Jahrhundert die Autorschaft der Klagelieder zu.

## Literarische Verwendung
Friedrich Schiller beklagte den mangelnden Feinsinn seiner deutschen Zeitgenossen in einem Gedicht mit dem Titel Jeremiade:

„Alles in Deutschland hat sich in Prosa und Versen verschlimmert,
Ach, und hinter uns liegt weit schon die goldene Zeit!“

## Amerikanische Jeremiade
Die Puritaner Neuenglands waren in der Absicht ausgewandert, in Amerika eine „Stadt auf dem Berge“ zu errichten, die vor allem England ein Vorbild sein sollte. Dieser sich auf die Bergpredigt beziehende Leitgedanke geht auf den Gouverneur der ersten neuenglischen Kolonie, John Winthrop zurück. Bereits der zweiten Puritanergeneration wurde in den damaligen Predigten jedoch vorgeworfen, der geforderten Vorbildfunktion nicht mehr gerecht zu werden. Als Beleg wurden unter anderem Sittenverstöße zitiert. Die Predigten entwarfen daraufhin vermehrt ein Bild des Zornes Gottes über die Verfehlungen der Neuengländer; Missernten und Indianerkriege wurden als Vorboten des bevorstehenden Jüngsten Gerichts gedeutet. Damit wurde die amerikanische Jeremiade zur Reflexion gesellschaftlicher Tendenzen mit dem Ziel, Fehlentwicklungen aufzuzeigen und zu korrigieren und das seit den Puritanern angestrebte Ideal des „Holy Commonwealth“ weiterverfolgen.
Derartige Jeremiaden sind in jeder Epoche der amerikanischen Historie zu finden, unter anderem bei Jonathan Edwards, John Adams, Thomas Jefferson und James Fenimore Cooper. Die Jeremiade zeigt ein Selbstbild als religiös motiviertes ökonomisches und politisches Experiment unter ständiger Gefährdung.
Auch in der amerikanischen Literatur hat der Begriff Verwendung gefunden, da die seit den Puritanern an Amerika geknüpfte Parusieerwartung angesichts der sozialen Realität vielen Schriftstellern zunehmend als Illusion erscheint. Als Jeremiaden wurden unter anderem Werke von Norman Mailer (The Armies of the Night), Thomas Pynchon (The Crying of Lot 49), Nathanael West (The Day of the Locust) sowie Hubert Selby (Last Exit to Brooklyn) gedeutet, aber auch ältere Werke der amerikanischen Literatur wie Herman Melvilles The Confidence Man oder William Faulkners Südstaatenromane bezeichnet.

### Politische Rolle
Nach dem kanadischen Literaturwissenschaftler Sacvan Bercovitch steht in einer typisch amerikanischen Jeremiade das biblische Versprechen einer perfekten Gesellschaft zu den tatsächlichen Verfehlungen der Amerikaner im Widerspruch. Die Jeremiade hat somit die Funktion eines sozialen Korrektivs, indem sie die Erlösung an das rechtschaffene Betragen der Amerikaner knüpft. Dieses Muster fand Bercovitch in vielen politischen Reden vor allem konservativer Sprecher (vgl. Manifest Destiny), sein Vorwort zur 2012 erschienenen Neuauflage seines Buches sieht die Jeremiade auch als Teil des Diskurses der amerikanischen Linken.
Die Rolle von Amerika als Mythos und Heilsvorstellung ist ein wichtiger Teil der politischen Rhetorik der Vereinigten Staaten und wird unter anderem in Inaugurationsreden beschrieben.
Amerika wird als welt- und heilsgeschichtliches Experiment mit Vorbildcharakter, als Vision beschrieben und ebenso selbstanklägerische und apokalyptische Töne angeführt. Sie entspricht einer zivilreligiösen Tradition des rhetorischen Millennialismus. Auch das Yes we can des 44. Präsidenten der USA, Barack Obama, wird in diesen Zusammenhang gestellt. Die Auseinandersetzungen um sektiererische Äußerungen seines früheren Predigers Jeremiah Wright, die Obamas Erfolg im Wahlkampf in Frage stellten, wurden als sozusagen doppelte Jeremiade besprochen, Obamas Antwort, „A More Perfect Union“ steht ebenso in der Tradition und war Wendepunkt der Kampagne.